# Apaf-1
La proteína Apaf-1 (Apoptosis protease-activating factor-1) es un regulador clave de la vía apoptótica mitocondrial, siendo el elemento central del complejo multimérico denominado apoptosoma, formado también por la procaspasa-9 y el citocromo c.
Las actividades Apaf se describieron por primera vez en experimentos in vitro para recuperar la actividad caspasa a partir de fracciones citosólicas de células HeLa. Apaf-1 resultó ser una molécula adaptadora con homología con la proteína CED-4 de C. elegans, mientras que Apaf-2 y Apaf-3 fueron identificados como el citocromo c y la caspasa-9 respectivamente (Zou et al. 1997).

## La formación del apoptosoma
La formación de la estructura del apoptosoma se desencadena con la liberación de la mitocondria del citocromo c mediada por la familia Bcl-2. Una vez liberado, el citocromo c se une a Apaf-1 formando un primer complejo. Esta unión viene definida por la existencia en el extremo C-terminal de Apaf-1 de varios dominios WD40 de unión proteína-proteína como los presentes en la subunidad b de las proteínas G heterotriméricas. Apaf-1 presenta también un dominio de reclutamiento de caspasas (CARD) que, en condiciones de inactividad, estaría “secuestrado” por dos de los dominios WD40, pero que se libera con la unión del citocromo c. La exposición de los dominios CARD permite a Apaf-1 reclutar a la procaspasa-9 en presencia de dATP que media la oligomerización del complejo. Una vez unida, la procaspasa-9 sufre un autoprocesamiento dando lugar a su forma activa de caspasa-9, una caspasa iniciadora capaz de activar caspasas efectoras como la caspasa-3. Esta sucesión de acontecimientos acaba desembocando en la activación de otras caspasas y de factores de degradación de ADN que se encargarían de fragmentar el material genético.